# Генофонд славян
Современные молекулярно-генетические методы, такие как определение пропорций гаплогрупп, изменений в микросателлитных последовательностях Y-хромосомы и сравнение частот аллелей в человеческих популяциях позволяют сделать вывод о том, что генофонд (совокупность аллелей) современных славян неоднороден. В целом в генетическом плане украинцы, русские, белорусы, поляки и словаки близки. Восточные славяне отличаются от других групп высоким содержанием аллелей, присущих балтам и финно-уграм. У западных славян есть общие аллели с кельтскими народами. Балканские славяне характеризуются наличием аллелей, характерных для фракийских племён, а также греков и албанцев. Эта информация позволяет выдвигать гипотезы об этногенезе славян, в частности, восточных славян.

## Генетика славян

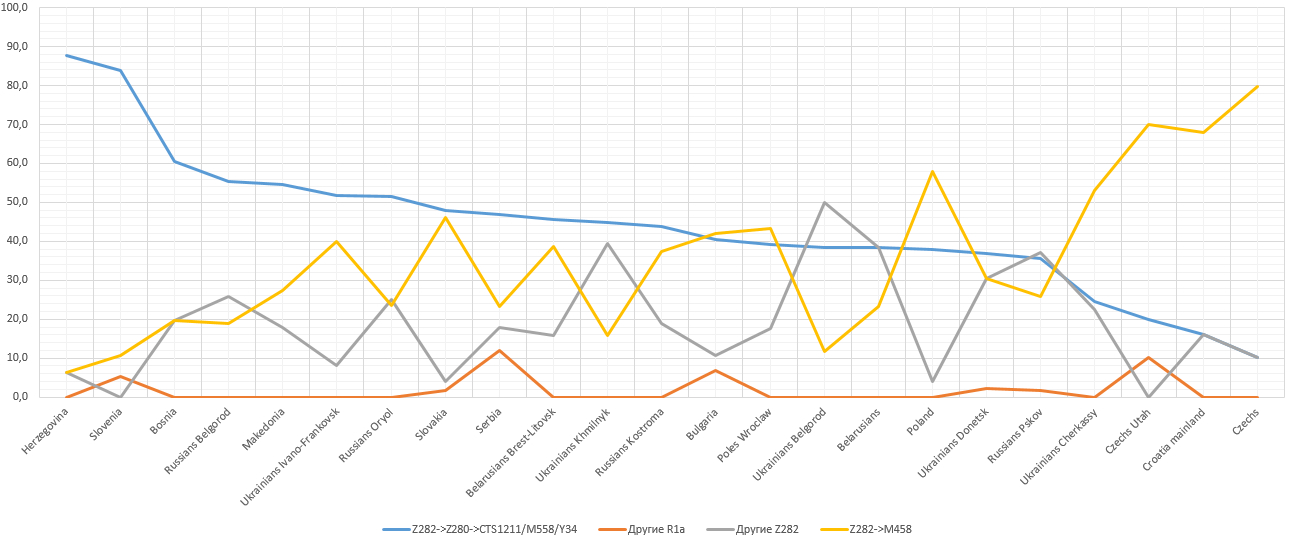
Процент субкладов R1a относительно общего числа гаплогруппы R1a в славянских популяциях по работе Underhill et. al. 2014

Генофонд современных славян (как и прочих народов) довольно неоднороден. Для многих групп славян характерна Y-хромосомная гаплогруппа R1a1 (47 % у русских, до 44 % у украинцев и до 50 % в Белоруссии). Также у восточных славян часто встречается гаплогруппа N1c1, для южных славян характерна гаплогруппа I2a (CTS10228), а для западных славян нередка R1b.
Различное географическое распределение линий мтДНК и Y-хромосомы в русских популяциях генетики объясняют различным участием мужчин и женщин в освоении восточноевропейских территорий. Начальный этап колонизации осуществлялся как мужчинами, так и женщинами, в результате продвижения славянских племён на восток и север. В более поздний период ассимиляция местного населения проходила в основном через мужчин, которые женились на аборигенках.
Западные украинцы отличаются от восточных более высоким содержанием Y-хромосомной гаплогруппы R1b.
Русские (кроме северных популяций), украинцы и поляки попадают в одну группу на диаграмме MDS (способ выражения филогенетического расстояния между организмами), отображающем изменчивость Y-хромосомы (генетическую дистанцию), что свидетельствует об их генетическом родстве и едином происхождении в каменном веке. У восточных славян почти отсутствуют Y-хромосомные гаплогруппы Q и C, связанные с экспансиями хазар и монголов.
Анализ изменчивости мтДНК, передающейся по материнской линии, показал, что «материнские» генофонды славянских народов имеют композицию, которая в целом совпадает с общеевропейской.

## Гаплогруппы славян и других народов
Ряд данных в таблицах округлён на 0,1 процента.
Генетические данные славянских народов. Общая численность славян — 300—350 млн человек. Выделяются западные славяне (поляки, силезцы, словинцы, чехи, словаки, кашубы, моравы и лужичане), восточные славяне (белорусы, русские, украинцы, русины) и южные славяне (болгары, сербы, хорваты, боснийцы, македонцы, словенцы, черногорцы).
| Народы              | Кол-во, человек | R1a % | R1b % | N1a1 % | I2 - I2a % | E1b1b % | I1 % | I2b % | G % | J2 % | J - J1 % | T % | Q % |
| ------------------- | --------------- | ----- | ----- | ------ | ---------- | ------- | ---- | ----- | --- | ---- | -------- | --- | --- |
|                     |                 |       |       |        |            |         |      |       |     |      |          |     |     |
| поляки              | 1252            | 57,5  | 12,5  | 8,5    | 5,5        | 3,5     | 8,5  | 2     | 1,5 | 3,5  | 0        | 1,5 | 1,5 |
| белорусы            | 574             | 51    | 5,5   | 10     | 18         | 4       | 5    | 1     | 1   | 2    | 1        | 0   | 0   |
| все русские         | 1207            | 46    | 6     | 22     | 10,6       | 3,5     | 10,2 | 0     | 1   | 2    | 0        | 0   | 3,5 |
| русские (север)     | 380             | 33,4  | 6     | 41     | 7          | 0       | 7    | 0     | 2   | 2    | 0        | 0   | 2   |
| русские (центр)     | 364             | 47    | 9     | 13     | 11         | 6       | 6    | 0     | 2   | 2    | 0        | 0   | 4   |
| русские (юг)        | 484             | 55    | 6     | 11     | 17         | 3       | 5    | 0     | 2   | 5    | 0        | 0   | 5   |
| украинцы            | 822             | 44    | 8     | 7      | 20,5       | 6,5     | 4,5  | 0,5   | 3   | 4,5  | 0,5      | 1,5 | 2,5 |
| словаки             | 70              | 43,5  | 15,5  | 3      | 17         | 6,5     | 6,5  | 1,5   | 4   | 2    | 1        | 0   | 0   |
| словенцы            | 70              | 38    | 18    | 0      | 23,5       | 5       | 9    | 1,5   | 1,5 | 2,5  | 0        | 0   | 0   |
| чехи                | 404             | 33    | 28    | 2,5    | 8,5        | 6,5     | 7,5  | 3     | 5   | 4    | 1        | 0   | 0   |
| хорваты             | 604             | 24    | 8,5   | 0,5    | 37         | 10      | 5,5  | 1     | 2,5 | 6    | 1        | 0,5 | 1   |
| боснийцы — все      | 500—1000        | 24    | 8,5   | 1      | 50,5       | 11,5    | 4,5  | 0     | 1,5 | 5,5  | 1        | 0,5 | 0,5 |
| хорватские боснийцы | 100             | 23    | 2     | 0      | 71         | 9       | 0    | 2     | 1   | 1    | 0        | 0   | 0   |
| сербские боснийцы   | 100 — 250       | 20    | 3,5   | 1      | 32,5       | 17,5    | 7,5  | 0,5   | 1   | 8,5  | 3,5      | 1   | 0   |
| сербы               | 194             | 21,5  | 6     | 2,5    | 34         | 15      | 8    | 0,5   | 2,5 | 9    | 1        | 0,5 | 0   |
| болгары             | 34              | 18    | 11    | 0,5    | 20         | 21,5    | 4    | 2     | 5   | 14   | 2        | 1,5 | 0,5 |
| македонцы           | 150             | 15    | 12,5  | 0,5    | 23         | 21,5    | 3    | 1,5   | 4   | 14   | 2        | 1,5 | 0,5 |
| черногорцы          | 250 — 500       | 8,5   | 9,5   | 1,5    | 29         | 27      | 6    | 1,5   | 2,5 | 9    | 0,5      | 0   | 2   |

Подробнее о распространении среди неславянских народов гаплогруппы — статья Гаплогруппа R1a (Y-ДНК)

Карты распространения некоторых гаплогрупп.

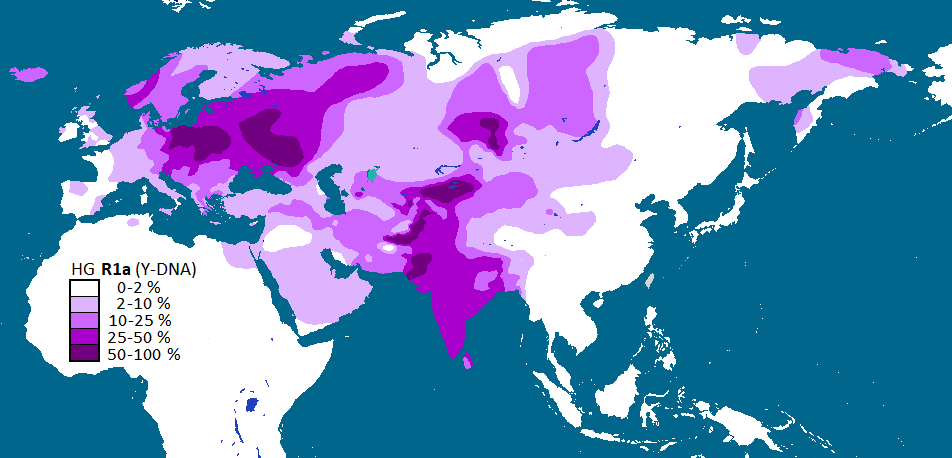
R1a
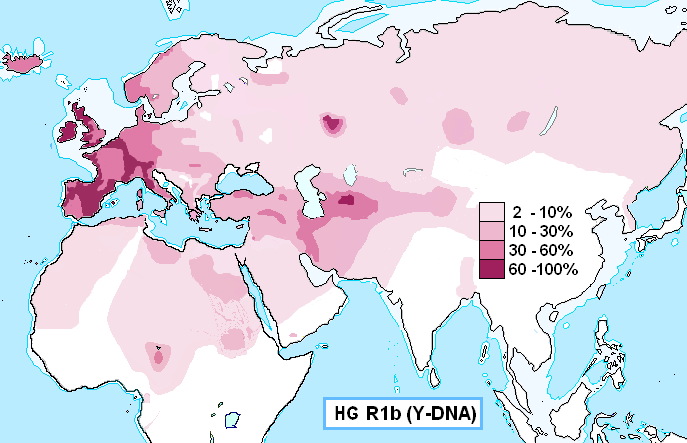
R1b
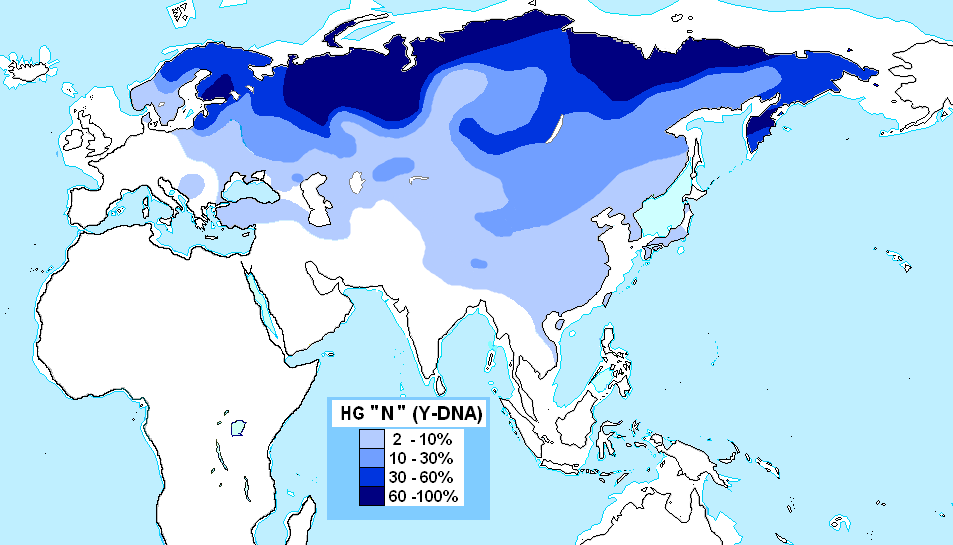
N
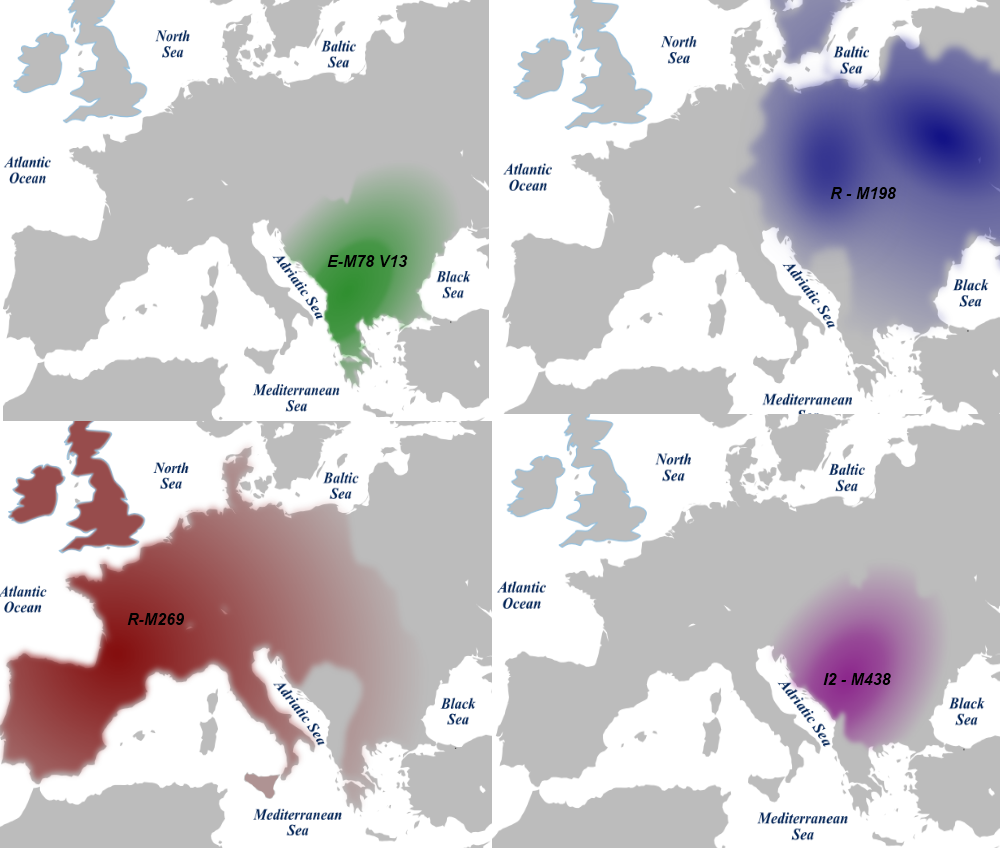
I2
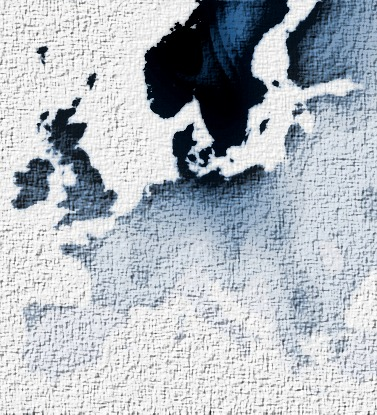
I1
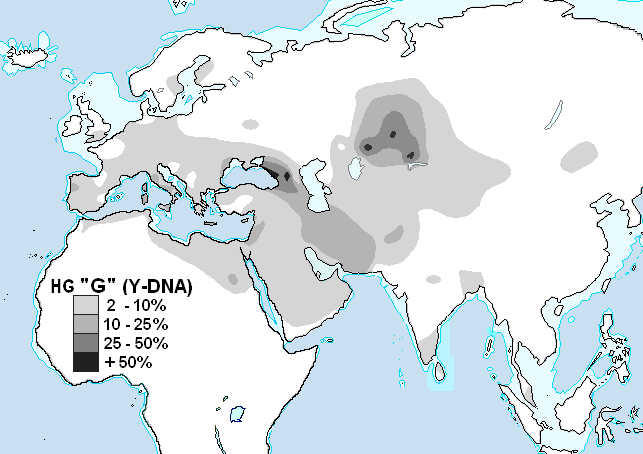
G
J2
J
T
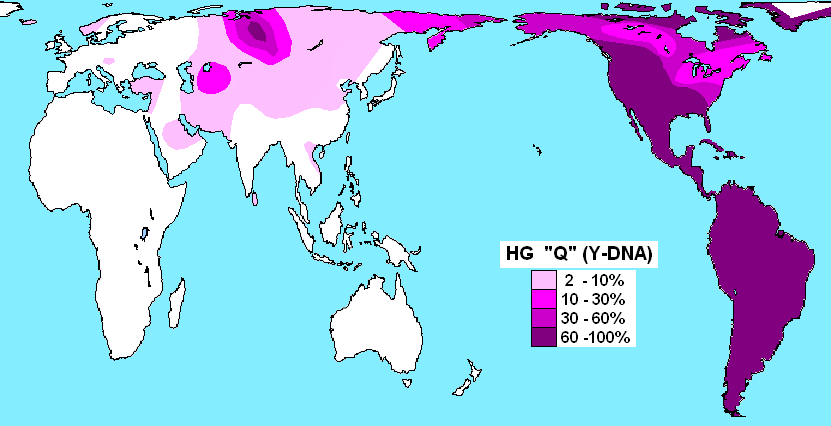
Q

R1a — происхождение данной гаплогруппы — дискуссионный вопрос. Есть несколько основных версий. Возникновение данной гаплогруппы соприкасается с вопросами миграции и распространения в Европу индоевропейцев, их этногенеза и составляет сложный комплекс научных и историко-лингвистических проблем.
N1a1 — данная гаплогруппа появилась в Южной Сибири, это физико-географическая страна, занимающая территорию от Западно-Сибирской до Зейско-Буреинской равнины более чем на 3000 км. Ширина её от 200 до 800 км. Южную границу региона проводят по государственной границе России с Казахстаном, Монголией и Китаем.

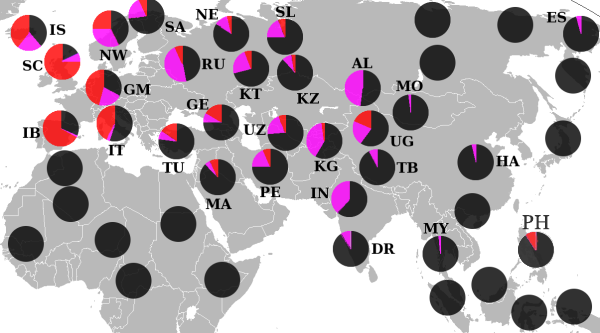
Распределение R1a (фиолетовый) и R1b (красный).

Карты распространение гаплогрупп

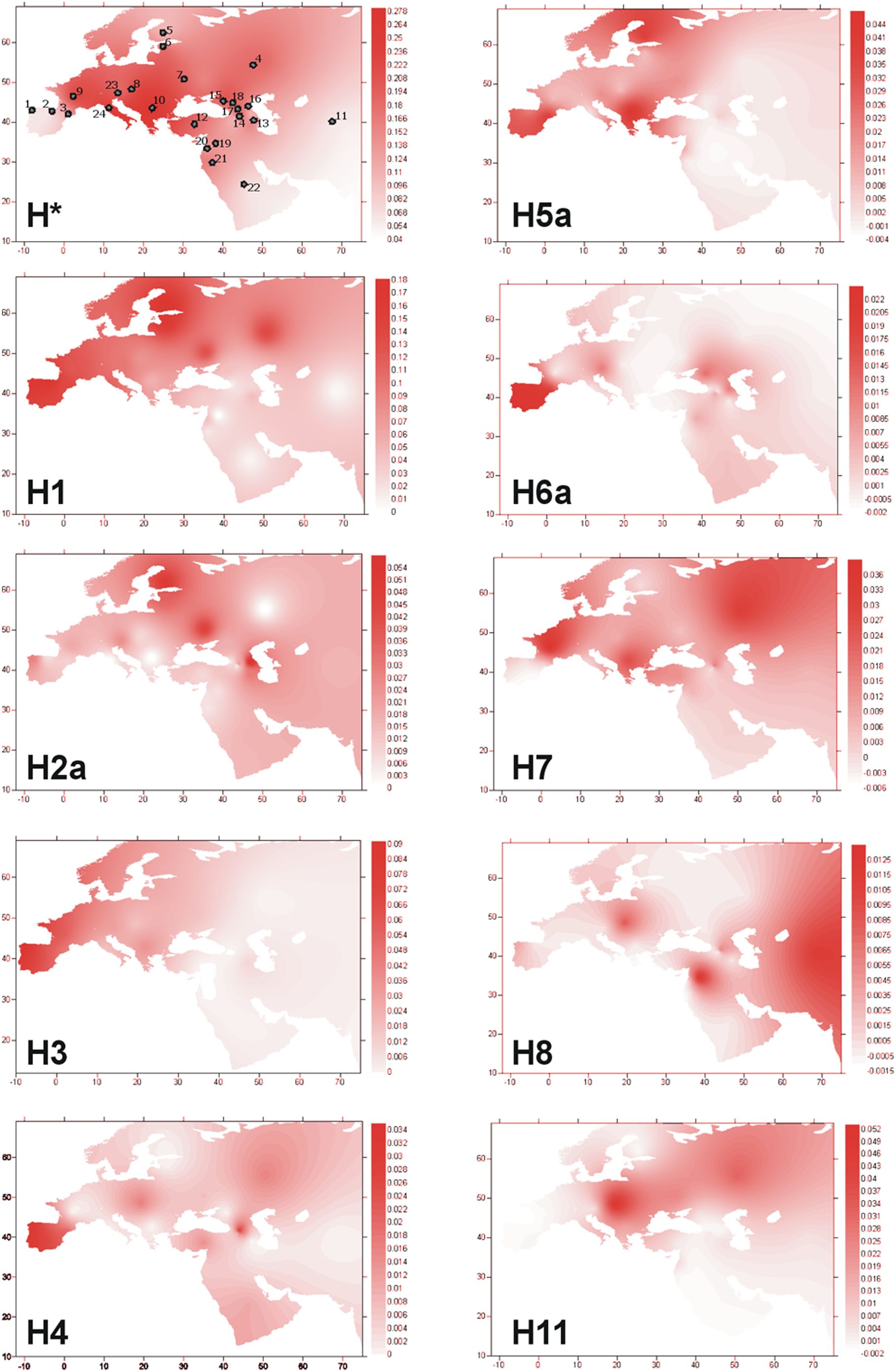
H + H1 + H3
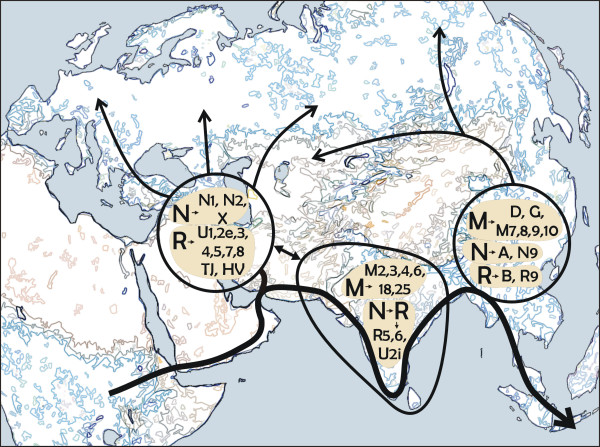
HV, U, U4, U5.
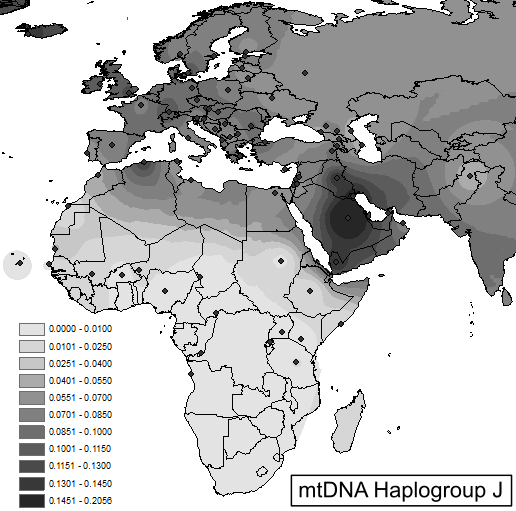
J
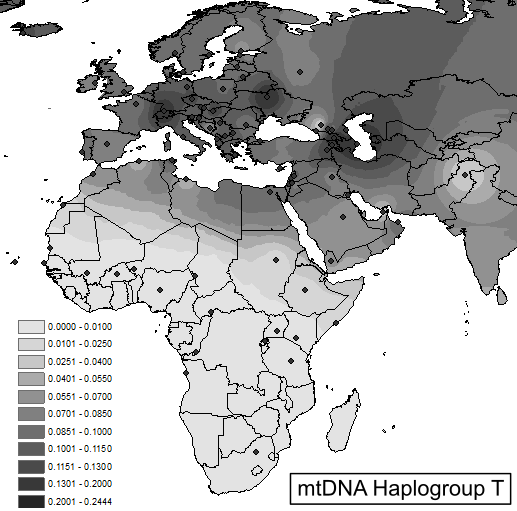
T
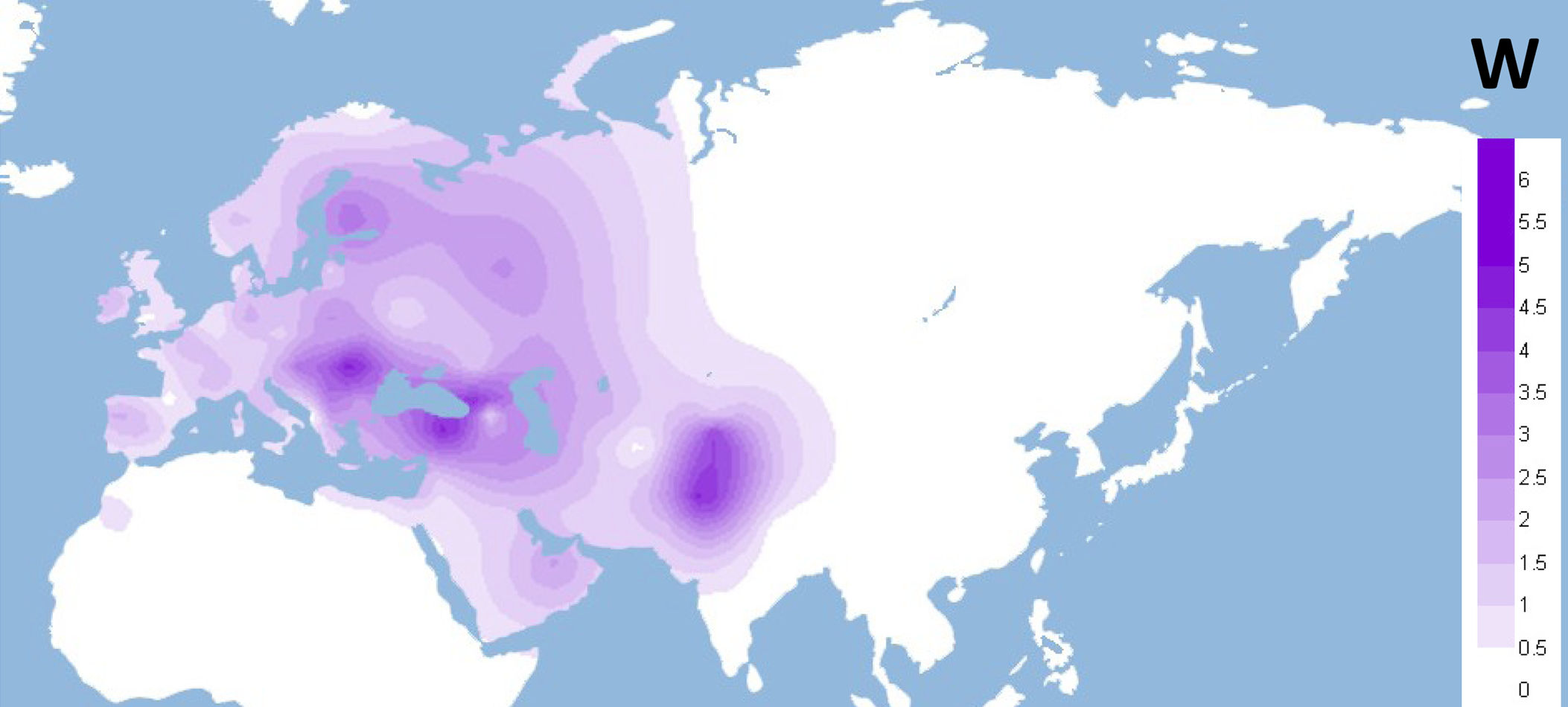
W

Гаплогруппа H (мтДНК) — ряд независимых исследований показал, что гаплогруппа H предположительно возникла в Западной Азии около 30 тыс. лет назад, прибыла в Европу около 20—25 тысяч лет назад и быстро распространилась на юго-запад континента во франко-кантабрийский регион